# Arrondissement di Bernay
L'arrondissement di Bernay è un arrondissement dipartimentale della Francia situato nel dipartimento dell'Eure, nella regione della Normandia.

## Storia
Fu creato nel 1800, sulla base dei preesistenti distretti. Nel 1926 vi fu integrato l'arrondissement soppresso di Pont-Audemer.

## Composizione
L'arrondissement è diviso in 263 comuni raggruppati in 16 cantoni,  elencati di seguito:
- cantone di Amfreville-la-Campagne
- cantone di Beaumesnil
- cantone di Beaumont-le-Roger
- cantone di Bernay-Est
- cantone di Bernay-Ovest
- cantone di Beuzeville
- cantone di Bourgtheroulde-Infreville
- cantone di Brionne
- cantone di Broglie
- cantone di Cormeilles
- cantone di Montfort-sur-Risle
- cantone di Pont-Audemer
- cantone di Quillebeuf-sur-Seine
- cantone di Routot
- cantone di Saint-Georges-du-Vièvre
- cantone di Thiberville